# Église Notre-Dame de Bourmont
L'église Notre-Dame de Bourmont est une ancienne collégiale située à Bourmont dans le département de la Haute-Marne en France.

## Historique
Elle est inscrite au titre des monuments historiques depuis 1980.

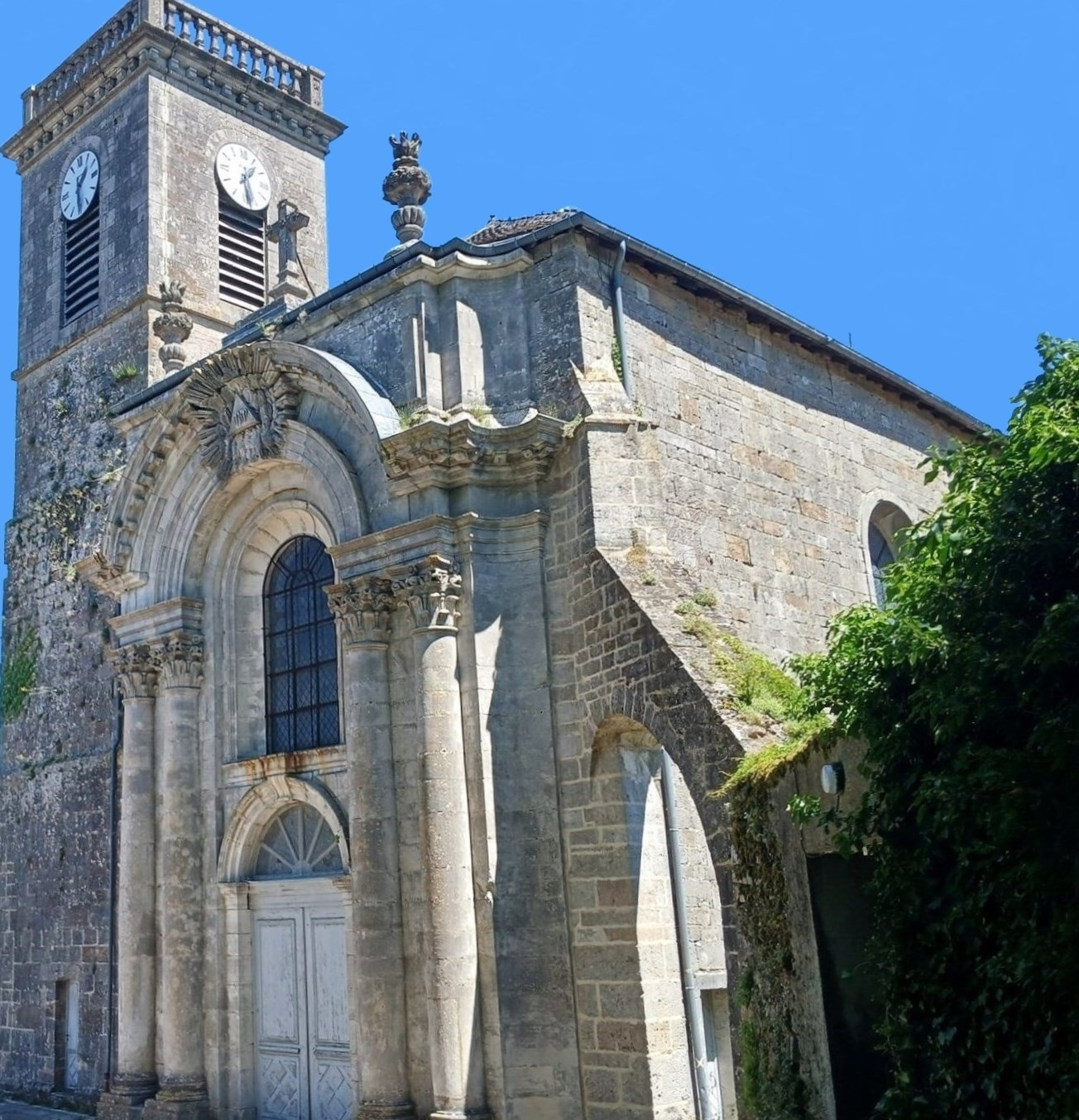
L'église Notre-Dame